# Cho Kwang-rae
Cho Kwang-rae (조광래?, 趙廣來?; Jinju, 19 marzo 1954) è un allenatore di calcio ed ex calciatore sudcoreano.
È stato C.T. della Nazionale sudcoreana fino all'8 dicembre 2011, quando è stato licenziato dalla federazione dopo la sconfitta per 2-1 con il Libano nelle qualificazione ai Mondiali del 2014.

## Carriera
Giocò la fase finale del Campionato mondiale di calcio 1986, segnando un'autorete nell'ultima partita della fase a gruppi contro l'Italia.

## Statistiche

### Cronologia presenze e reti in Nazionale
| Cronologia completa delle presenze e delle reti in nazionale ― Corea del Sud | Cronologia completa delle presenze e delle reti in nazionale ― Corea del Sud | Cronologia completa delle presenze e delle reti in nazionale ― Corea del Sud | Cronologia completa delle presenze e delle reti in nazionale ― Corea del Sud | Cronologia completa delle presenze e delle reti in nazionale ― Corea del Sud | Cronologia completa delle presenze e delle reti in nazionale ― Corea del Sud | Cronologia completa delle presenze e delle reti in nazionale ― Corea del Sud | Cronologia completa delle presenze e delle reti in nazionale ― Corea del Sud |
| Data                                                                         | Città                                                                        | In casa                                                                      | Risultato                                                                    | Ospiti                                                                       | Competizione                                                                 | Reti                                                                         | Note                                                                         |
| ---------------------------------------------------------------------------- | ---------------------------------------------------------------------------- | ---------------------------------------------------------------------------- | ---------------------------------------------------------------------------- | ---------------------------------------------------------------------------- | ---------------------------------------------------------------------------- | ---------------------------------------------------------------------------- | ---------------------------------------------------------------------------- |
| 14-2-1977                                                                    | Singapore                                                                    | Singapore                                                                    | 0 – 4                                                                        | Corea del Sud                                                                | Amichevole                                                                   | -                                                                            | 46’                                                                          |
| 20-2-1977                                                                    | Manama                                                                       | Bahrein                                                                      | 1 – 1                                                                        | Corea del Sud                                                                | Amichevole                                                                   | -                                                                            |                                                                              |
| 26-3-1977                                                                    | Tokyo                                                                        | Giappone                                                                     | 0 – 0                                                                        | Corea del Sud                                                                | Qual. Mondiali 1978                                                          | -                                                                            | 70’                                                                          |
| 3-4-1977                                                                     | Seul                                                                         | Corea del Sud                                                                | 1 – 0                                                                        | Giappone                                                                     | Qual. Mondiali 1978                                                          | -                                                                            | 45’                                                                          |
| 15-6-1977                                                                    | Seul                                                                         | Corea del Sud                                                                | 2 – 1                                                                        | Giappone                                                                     | Korea-Japan Annual Match                                                     | -                                                                            | 46’                                                                          |
| 3-7-1977                                                                     | Pusan                                                                        | Corea del Sud                                                                | 0 – 0                                                                        | Iran                                                                         | Qual. Mondiali 1978                                                          | -                                                                            |                                                                              |
| 20-7-1977                                                                    | Kuala Lumpur                                                                 | Corea del Sud                                                                | 4 – 1                                                                        | Thailandia                                                                   | Pestabola Merdeka 1977                                                       | -                                                                            | 45’                                                                          |
| 22-7-1977                                                                    | Kuala Lumpur                                                                 | Corea del Sud                                                                | 5 – 1                                                                        | Indonesia                                                                    | Pestabola Merdeka 1977                                                       | 1                                                                            |                                                                              |
| 24-7-1977                                                                    | Kuala Lumpur                                                                 | Corea del Sud                                                                | 4 – 0                                                                        | Birmania                                                                     | Pestabola Merdeka 1977                                                       | 1                                                                            | 45’                                                                          |
| 26-7-1977                                                                    | Kuala Lumpur                                                                 | Malaysia                                                                     | 1 – 1                                                                        | Corea del Sud                                                                | Pestabola Merdeka 1977                                                       | -                                                                            |                                                                              |
| 28-7-1977                                                                    | Kuala Lumpur                                                                 | Iraq                                                                         | 1 – 1                                                                        | Corea del Sud                                                                | Pestabola Merdeka 1977                                                       | -                                                                            |                                                                              |
| 31-7-1977                                                                    | Kuala Lumpur                                                                 | Corea del Sud                                                                | 1 – 0                                                                        | Iraq                                                                         | Pestabola Merdeka 1977                                                       | -                                                                            |                                                                              |
| 27-8-1977                                                                    | Sydney                                                                       | Australia                                                                    | 1 – 2                                                                        | Corea del Sud                                                                | Qual. Mondiali 1978                                                          | -                                                                            |                                                                              |
| 3-9-1977                                                                     | Seul                                                                         | Corea del Sud                                                                | 5 – 1                                                                        | Thailandia                                                                   | 1977 President's Cup                                                         | -                                                                            |                                                                              |
| 5-9-1977                                                                     | Taegu                                                                        | Corea del Sud                                                                | 3 – 0                                                                        | India                                                                        | 1977 President's Cup                                                         | -                                                                            | 58’                                                                          |
| 13-9-1977                                                                    | Seul                                                                         | Corea del Sud                                                                | 3 – 0                                                                        | Malaysia                                                                     | 1977 President's Cup                                                         | -                                                                            |                                                                              |
| 9-10-1977                                                                    | Seul                                                                         | Corea del Sud                                                                | 1 – 0                                                                        | Kuwait                                                                       | Qual. Mondiali 1978                                                          | -                                                                            | 45’                                                                          |
| 11-11-1977                                                                   | Teheran                                                                      | Iran                                                                         | 2 – 2                                                                        | Corea del Sud                                                                | Qual. Mondiali 1978                                                          | -                                                                            |                                                                              |
| 4-12-1977                                                                    | Pusan                                                                        | Corea del Sud                                                                | 5 – 2                                                                        | Hong Kong                                                                    | Qual. Mondiali 1978                                                          | -                                                                            |                                                                              |
| 12-7-1978                                                                    | Kuala Lumpur                                                                 | Malaysia                                                                     | 1 – 3                                                                        | Corea del Sud                                                                | Pestabola Merdeka 1978                                                       | -                                                                            |                                                                              |
| 14-7-1978                                                                    | Kuala Lumpur                                                                 | Corea del Sud                                                                | 3 – 0                                                                        | Thailandia                                                                   | Pestabola Merdeka 1978                                                       | -                                                                            | 45’                                                                          |
| 16-7-1978                                                                    | Kuala Lumpur                                                                 | Corea del Sud                                                                | 2 – 0                                                                        | Singapore                                                                    | Pestabola Merdeka 1978                                                       | -                                                                            |                                                                              |
| 19-7-1978                                                                    | Kuala Lumpur                                                                 | Corea del Sud                                                                | 4 – 0                                                                        | Giappone                                                                     | Pestabola Merdeka 1978                                                       | 1                                                                            |                                                                              |
| 22-7-1978                                                                    | Kuala Lumpur                                                                 | Corea del Sud                                                                | 2 – 0                                                                        | Iraq                                                                         | Pestabola Merdeka 1978                                                       | -                                                                            |                                                                              |
| 25-7-1978                                                                    | Kuala Lumpur                                                                 | Corea del Sud                                                                | 2 – 0                                                                        | Indonesia                                                                    | Pestabola Merdeka 1978                                                       | -                                                                            | 45’                                                                          |
| 29-7-1978                                                                    | Kuala Lumpur                                                                 | Corea del Sud                                                                | 2 – 0                                                                        | Iraq                                                                         | Pestabola Merdeka 1978                                                       | -                                                                            | 45’                                                                          |
| 11-9-1978                                                                    | Pusan                                                                        | Corea del Sud                                                                | 2 – 2                                                                        | Malaysia                                                                     | 1978 President's Cup                                                         | -                                                                            |                                                                              |
| 11-12-1978                                                                   | Bangkok                                                                      | Bahrein                                                                      | 1 – 5                                                                        | Corea del Sud                                                                | Giochi asiatici 1978                                                         | 2                                                                            |                                                                              |
| 13-12-1978                                                                   | Bangkok                                                                      | Corea del Sud                                                                | 2 – 0                                                                        | Kuwait                                                                       | Giochi asiatici 1978                                                         | -                                                                            | 45’                                                                          |
| 17-12-1978                                                                   | Bangkok                                                                      | Cina                                                                         | 0 – 1                                                                        | Corea del Sud                                                                | Giochi asiatici 1978                                                         | -                                                                            |                                                                              |
| 18-12-1978                                                                   | Bangkok                                                                      | Corea del Sud                                                                | 1 – 0                                                                        | Malaysia                                                                     | Giochi asiatici 1978                                                         | -                                                                            |                                                                              |
| 20-12-1978                                                                   | Bangkok                                                                      | Corea del Nord                                                               | 0 – 0                                                                        | Corea del Sud                                                                | Giochi asiatici 1978                                                         | -                                                                            | 45’                                                                          |
| 25-12-1978                                                                   | Manila                                                                       | Corea del Sud                                                                | 4 – 1                                                                        | Macao                                                                        | Qual. Coppa d'Asia 1980                                                      | -                                                                            |                                                                              |
| 29-12-1978                                                                   | Manila                                                                       | Corea del Sud                                                                | 1 – 0                                                                        | Cina                                                                         | Qual. Coppa d'Asia 1980                                                      | -                                                                            | 46’                                                                          |
| 4-3-1979                                                                     | Tokyo                                                                        | Giappone                                                                     | 2 – 1                                                                        | Corea del Sud                                                                | Korea-Japan Annual Match                                                     | -                                                                            | 80’                                                                          |
| 16-6-1979                                                                    | Seul                                                                         | Corea del Sud                                                                | 4 – 1                                                                        | Giappone                                                                     | Korea-Japan Annual Match                                                     | -                                                                            |                                                                              |
| 8-9-1979                                                                     | Seul                                                                         | Corea del Sud                                                                | 8 – 0                                                                        | Sudan                                                                        | 1979 President's Cup                                                         | 1                                                                            |                                                                              |
| 12-9-1979                                                                    | Taegu                                                                        | Corea del Sud                                                                | 6 – 0                                                                        | Sri Lanka                                                                    | 1979 President's Cup                                                         | -                                                                            | 67’                                                                          |
| 16-9-1979                                                                    | Incheon                                                                      | Corea del Sud                                                                | 9 – 0                                                                        | Bangladesh                                                                   | 1979 President's Cup                                                         | 3                                                                            |                                                                              |
| 30-1-1980                                                                    | Riyad                                                                        | Arabia Saudita                                                               | 1 – 3                                                                        | Corea del Sud                                                                | Amichevole                                                                   | -                                                                            |                                                                              |
| 1-2-1980                                                                     | Gedda                                                                        | Arabia Saudita                                                               | 0 – 0                                                                        | Corea del Sud                                                                | Amichevole                                                                   | -                                                                            |                                                                              |
| 26-2-1980                                                                    | Los Angeles                                                                  | Messico                                                                      | 0 – 1                                                                        | Corea del Sud                                                                | Amichevole                                                                   | -                                                                            |                                                                              |
| 23-8-1980                                                                    | Seul                                                                         | Corea del Sud                                                                | 2 – 0                                                                        | Malaysia                                                                     | 1980 President's Cup                                                         | -                                                                            |                                                                              |
| 25-8-1980                                                                    | Chuncheon                                                                    | Corea del Sud                                                                | 3 – 0                                                                        | Indonesia                                                                    | 1980 President's Cup                                                         | -                                                                            |                                                                              |
| 27-8-1980                                                                    | Daejeon                                                                      | Corea del Sud                                                                | 4 – 0                                                                        | Thailandia                                                                   | 1980 President's Cup                                                         | -                                                                            | 45’                                                                          |
| 29-8-1980                                                                    | Gwangju                                                                      | Corea del Sud                                                                | 5 – 0                                                                        | Bahrein                                                                      | 1980 President's Cup                                                         | 1                                                                            |                                                                              |
| 2-9-1980                                                                     | Seul                                                                         | Corea del Sud                                                                | 2 – 0                                                                        | Indonesia                                                                    | 1980 President's Cup                                                         | -                                                                            |                                                                              |
| 16-9-1980                                                                    | Madinat al-Kuwait                                                            | Corea del Sud                                                                | 1 – 1                                                                        | Malaysia                                                                     | Coppa d'Asia 1980 - 1º turno                                                 | -                                                                            |                                                                              |
| 19-9-1980                                                                    | Madinat al-Kuwait                                                            | Qatar                                                                        | 0 – 2                                                                        | Corea del Sud                                                                | Coppa d'Asia 1980 - 1º turno                                                 | -                                                                            |                                                                              |
| 21-9-1980                                                                    | Madinat al-Kuwait                                                            | Kuwait                                                                       | 0 – 3                                                                        | Corea del Sud                                                                | Coppa d'Asia 1980 - 1º turno                                                 | -                                                                            | 45’                                                                          |
| 28-9-1980                                                                    | Madinat al-Kuwait                                                            | Corea del Sud                                                                | 2 – 1                                                                        | Corea del Nord                                                               | Coppa d'Asia 1980 - Semifinali                                               | -                                                                            |                                                                              |
| 30-9-1980                                                                    | Madinat al-Kuwait                                                            | Kuwait                                                                       | 3 – 0                                                                        | Corea del Sud                                                                | Coppa d'Asia 1980 - Finali                                                   | -                                                                            |                                                                              |
| 11-2-1981                                                                    | Città del Messico                                                            | Messico                                                                      | 4 – 0                                                                        | Corea del Sud                                                                | Amichevole                                                                   | -                                                                            | 65’                                                                          |
| 8-3-1981                                                                     | Tokyo                                                                        | Giappone                                                                     | 0 – 1                                                                        | Corea del Sud                                                                | Korea-Japan Annual Match                                                     | -                                                                            | 30’                                                                          |
| 21-4-1981                                                                    | Madinat al-Kuwait                                                            | Corea del Sud                                                                | 2 – 1                                                                        | Malaysia                                                                     | Qual. Mondiali 1982                                                          | -                                                                            |                                                                              |
| 24-4-1981                                                                    | Madinat al-Kuwait                                                            | Corea del Sud                                                                | 5 – 1                                                                        | Thailandia                                                                   | Qual. Mondiali 1982                                                          | -                                                                            |                                                                              |
| 29-4-1981                                                                    | Madinat al-Kuwait                                                            | Kuwait                                                                       | 2 – 0                                                                        | Corea del Sud                                                                | Qual. Mondiali 1982                                                          | -                                                                            |                                                                              |
| 17-6-1981                                                                    | Jeonju                                                                       | Corea del Sud                                                                | 2 – 0                                                                        | Malaysia                                                                     | 1981 President's Cup                                                         | -                                                                            |                                                                              |
| 21-6-1981                                                                    | Pusan                                                                        | Corea del Sud                                                                | 2 – 0                                                                        | Giappone                                                                     | 1981 President's Cup                                                         | -                                                                            |                                                                              |
| 17-8-1981                                                                    | Giacarta                                                                     | Corea del Sud                                                                | 2 – 0                                                                        | Thailandia                                                                   | Jakarta Anniversary Tournament                                               | -                                                                            |                                                                              |
| 20-8-1981                                                                    | Giacarta                                                                     | Indonesia                                                                    | 0 – 1                                                                        | Corea del Sud                                                                | Jakarta Anniversary Tournament                                               | -                                                                            |                                                                              |
| 4-9-1981                                                                     | Kuala Lumpur                                                                 | Corea del Sud                                                                | 2 – 0                                                                        | Singapore                                                                    | Pestabola Merdeka 1981                                                       | -                                                                            |                                                                              |
| 13-9-1981                                                                    | Kuala Lumpur                                                                 | Corea del Sud                                                                | 1 – 1                                                                        | Iraq                                                                         | Pestabola Merdeka 1981                                                       | -                                                                            |                                                                              |
| 16-9-1981                                                                    | Kuala Lumpur                                                                 | Thailandia                                                                   | 1 – 1                                                                        | Corea del Sud                                                                | Pestabola Merdeka 1981                                                       | -                                                                            |                                                                              |
| 1-3-1982                                                                     | Calcutta                                                                     | Corea del Sud                                                                | 1 – 1                                                                        | Cina                                                                         | 1982 Nehru Cup                                                               | -                                                                            |                                                                              |
| 7-3-1982                                                                     | Baghdad                                                                      | Iraq                                                                         | 3 – 0                                                                        | Corea del Sud                                                                | Amichevole                                                                   | -                                                                            |                                                                              |
| 10-3-1982                                                                    | Baghdad                                                                      | Iraq                                                                         | 1 – 1                                                                        | Corea del Sud                                                                | Amichevole                                                                   | -                                                                            |                                                                              |
| 21-3-1982                                                                    | Seul                                                                         | Corea del Sud                                                                | 3 – 0                                                                        | Giappone                                                                     | Korea-Japan Annual Match                                                     | -                                                                            |                                                                              |
| 9-5-1982                                                                     | Bangkok                                                                      | Thailandia                                                                   | 0 – 3                                                                        | Corea del Sud                                                                | King's Cup 1982                                                              | -                                                                            |                                                                              |
| 7-6-1982                                                                     | Seul                                                                         | Corea del Sud                                                                | 3 – 0                                                                        | Indonesia                                                                    | 1982 President's Cup                                                         | 2                                                                            |                                                                              |
| 9-6-1982                                                                     | Pusan                                                                        | Corea del Sud                                                                | 1 – 0                                                                        | India                                                                        | 1982 President's Cup                                                         | -                                                                            |                                                                              |
| 11-6-1982                                                                    | Gwangju                                                                      | Corea del Sud                                                                | 3 – 0                                                                        | Bahrein                                                                      | 1982 President's Cup                                                         | -                                                                            |                                                                              |
| 21-11-1982                                                                   | Nuova Delhi                                                                  | Corea del Sud                                                                | 3 – 0                                                                        | Yemen del Sud                                                                | Giochi asiatici 1982                                                         | -                                                                            |                                                                              |
| 23-11-1982                                                                   | Nuova Delhi                                                                  | Iran                                                                         | 1 – 0                                                                        | Corea del Sud                                                                | Giochi asiatici 1982                                                         | -                                                                            |                                                                              |
| 25-11-1982                                                                   | Nuova Delhi                                                                  | Giappone                                                                     | 2 – 1                                                                        | Corea del Sud                                                                | Giochi asiatici 1982                                                         | -                                                                            |                                                                              |
| 6-4-1985                                                                     | Seul                                                                         | Corea del Sud                                                                | 4 – 0                                                                        | Nepal                                                                        | Qual. Mondiali 1986                                                          | -                                                                            |                                                                              |
| 19-5-1985                                                                    | Seul                                                                         | Corea del Sud                                                                | 2 – 0                                                                        | Malaysia                                                                     | Qual. Mondiali 1986                                                          | -                                                                            |                                                                              |
| 6-6-1985                                                                     | Daejeon                                                                      | Corea del Sud                                                                | 3 – 2                                                                        | Thailandia                                                                   | 1985 President's Cup                                                         | -                                                                            | 46’                                                                          |
| 8-6-1985                                                                     | Gwangju                                                                      | Corea del Sud                                                                | 3 – 0                                                                        | Bahrein                                                                      | 1985 President's Cup                                                         | -                                                                            | ?’                                                                           |
| 15-6-1985                                                                    | Seul                                                                         | Corea del Sud                                                                | 2 – 0                                                                        | Iraq                                                                         | 1985 President's Cup                                                         | -                                                                            |                                                                              |
| 21-7-1985                                                                    | Seul                                                                         | Corea del Sud                                                                | 2 – 0                                                                        | Indonesia                                                                    | Qual. Mondiali 1986                                                          | -                                                                            |                                                                              |
| 30-7-1985                                                                    | Giacarta                                                                     | Indonesia                                                                    | 1 – 4                                                                        | Corea del Sud                                                                | Qual. Mondiali 1986                                                          | -                                                                            |                                                                              |
| 26-10-1985                                                                   | Tokyo                                                                        | Giappone                                                                     | 1 – 2                                                                        | Corea del Sud                                                                | Qual. Mondiali 1986                                                          | -                                                                            |                                                                              |
| 3-11-1985                                                                    | Seul                                                                         | Corea del Sud                                                                | 1 – 0                                                                        | Giappone                                                                     | Qual. Mondiali 1986                                                          | -                                                                            |                                                                              |
| 3-12-1985                                                                    | Los Angeles                                                                  | Messico                                                                      | 2 – 1                                                                        | Corea del Sud                                                                | Amichevole                                                                   | -                                                                            | 46’                                                                          |
| 8-12-1985                                                                    | Irapuato                                                                     | Ungheria                                                                     | 1 – 0                                                                        | Corea del Sud                                                                | Messico Tournament                                                           | -                                                                            |                                                                              |
| 11-12-1985                                                                   | Guadalajara                                                                  | Messico                                                                      | 2 – 1                                                                        | Corea del Sud                                                                | Messico Tournament                                                           | -                                                                            | 79’                                                                          |
| 13-12-1985                                                                   | Ciudad Nezahualcóyotl                                                        | Corea del Sud                                                                | 2 – 0                                                                        | Algeria                                                                      | Messico Tournament                                                           | -                                                                            |                                                                              |
| 9-2-1986                                                                     | Hong Kong                                                                    | Hong Kong                                                                    | 0 – 2                                                                        | Corea del Sud                                                                | Hong Kong Tournament                                                         | -                                                                            |                                                                              |
| 16-2-1986                                                                    | Hong Kong                                                                    | Corea del Sud                                                                | 1 – 3                                                                        | Paraguay                                                                     | Hong Kong Tournament                                                         | -                                                                            | 45’                                                                          |
| 2-6-1986                                                                     | Città del Messico                                                            | Argentina                                                                    | 3 – 1                                                                        | Corea del Sud                                                                | Mondiali 1986 - 1º Turno                                                     | -                                                                            | 23’                                                                          |
| 5-6-1986                                                                     | Città del Messico                                                            | Corea del Sud                                                                | 1 – 1                                                                        | Bulgaria                                                                     | Mondiali 1986 - 1º Turno                                                     | -                                                                            | 72’                                                                          |
| 10-6-1986                                                                    | Puebla                                                                       | Corea del Sud                                                                | 2 – 3                                                                        | Italia                                                                       | Mondiali 1986 - 1º Turno                                                     | -                                                                            |                                                                              |
| 20-9-1986                                                                    | Pusan                                                                        | Corea del Sud                                                                | 3 – 0                                                                        | India                                                                        | Giochi asiatici 1986                                                         | -                                                                            |                                                                              |
| 24-9-1986                                                                    | Pusan                                                                        | Corea del Sud                                                                | 0 – 0                                                                        | Bahrein                                                                      | Giochi asiatici 1986                                                         | -                                                                            |                                                                              |
| 28-9-1986                                                                    | Pusan                                                                        | Cina                                                                         | 2 – 4                                                                        | Corea del Sud                                                                | Giochi asiatici 1986                                                         | -                                                                            |                                                                              |
| 1-10-1986                                                                    | Pusan                                                                        | Corea del Sud                                                                | 1 – 1 dts (5-4 dtr)                                                          | Iran                                                                         | Giochi asiatici 1986                                                         | -                                                                            |                                                                              |
| 3-10-1986                                                                    | Seul                                                                         | Indonesia                                                                    | 0 – 4                                                                        | Corea del Sud                                                                | Giochi asiatici 1986                                                         | 1                                                                            |                                                                              |
| 5-10-1986                                                                    | Seul                                                                         | Corea del Sud                                                                | 2 – 0                                                                        | Arabia Saudita                                                               | Giochi asiatici 1986                                                         | 1                                                                            |                                                                              |
| Totale                                                                       |                                                                              | Presenze                                                                     | 99                                                                           |                                                                              | Reti                                                                         | 14                                                                           |                                                                              |